# Olfa Youssef

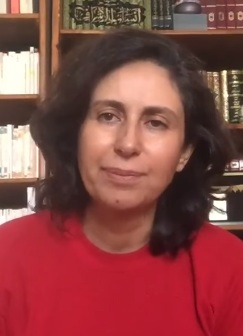
Olfa Youssef

Olfa Youssef (arabisch ألفة يوسف, DMG Ulfa Yūsuf; * 1964 in Sousse) ist eine tunesische Universitätsprofessorin und Autorin, die sich auf dem Gebiet der arabischen Linguistik und Psychoanalyse sowie angewandte Arabisch-Studien spezialisiert hat. Ihre Veröffentlichungen handeln vom Islam, dem Koran, der Rolle der Frau im Islam, der religiösen Freiheit und dem religionsübergreifenden Dialog.

## Biographie
Olfa Youssef studierte an der École Normale Supérieure de Tunis und schloss mit dem Bachelor of Arts ab. Da sie ihr Studium mit Auszeichnung abschloss und die Abschiedsrede ihres Jahrgangs hielt, wurde sie von Präsident Habib Bourguiba 1987 geehrt. Youssef erhielt ihren Doktorgrad im Jahr 2002. Ihre Dissertation hatte das Thema Polysemie im Koran (Mehrdeutigkeiten im Koran).
Youssef war Leiterin der Nationalbibliothek von Tunesien von 2009 bis 2011.

## Wissenschaftliche Arbeit
In ihrer Doktorarbeit Polysemie im Koran kam sie nach der Analyse von Texten im Koran zu dem Schluss, dass immer Mehrdeutigkeiten in der Interpretation möglich sind. Nach Youssefs Aussage gibt es keinen Beweis im Koran, dass Dogmas, die sich gesellschaftlich lange gehalten haben, auch unanfechtbare von Gott gegebene Gesetze darstellen.
Diese Ideen führt sie in ihrem Buch The Confusion of a Muslim Woman: On Inheritance, Marriage and Homosexuality (Die Verwirrung einer muslimischen Frau: Über Erbrecht, Heirat und Homosexualität) (2008) weiter aus. Konservative interpretierten das Buch so, dass Youssef der Meinung sei, dass Homosexualität nach dem Islam nicht verboten sei. Außerdem, dass eine Schwester nicht halb so viel wie ihr Bruder erben sollte. Des Weiteren, dass Männern kein Recht aus Polygamie zusteht. Die Veröffentlichung des Buches führte zu Kontroversen und Gerichtsprozessen.
Youssef war ebenfalls Co-Autorin von The Dramatic Discourse of Mahmoud Messadi's The Dam (Der Dramatische Diskurs von Mahmoud Massadi's Der Damm) (1994).

## Veröffentlichungen
- Women in Quran and Sunna (1997),
- The Quran at the Risk of Psychoanalysis (2007)
- Bereft of Reason and Religion (2003)
- Yearning (2010)